# قانون جنگل (برنامه تلویزیونی)
قانون جنگل (انگلیسی: Law of the Jungle; کره‌ای: 정글의 법칙) یک ریلتی شوی مستند محصول کره جنوبی است که از اس‌بی‌اس پخش می‌شد. در هر قسمت افراد مشهوری حضور دارند که برای بقا در مکان‌های دورافتاده به جاهای مختلف در سراسر جهان فرستاده می‌شوند. این برنامه نخستین بار در ۲۱ اکتبر ۲۰۱۱ پخش شد. قسمت ۳۰۰ این برنامه در سال ۲۰۱۸ پخش شد.